# Sarah English
Sarah English (ur. 27 listopada 1955) – zimbabwejska hokeistka na trawie, złota medalistka olimpijska.
Wraz z drużyną reprezentowała swój kraj na igrzyskach w Moskwie – w turnieju kobiet wywalczyły pierwsze miejsce, zdobywając jednocześnie pierwszy medal olimpijski w historii występów Zimbabwe na igrzyskach olimpijskich. Zawodniczka klubu Queens Sports Club z Bulawayo. 